# فیگ اورچارد (کالیفرنیا)
فیگ اورچارد (به انگلیسی: Fig Orchard) یک منطقهٔ مسکونی در ایالات متحده آمریکا است که در شهرستان کرن، کالیفرنیا واقع شده‌است. فیگ اورچارد ۴۷۴ متر بالاتر از سطح دریا واقع شده‌است.